# Hushovmesteren
"Hushovmesteren" er det 3. afsnit i den danske sitcomserie Klovn med Casper Christensen og Frank Hvam. Serien blander fantasi og virkelighed, da de fleste af skuespillerne spiller roller med deres egne navne. Afsnittet blev skrevet af Casper Christensen og instrueret af Mikkel Nørgaard og havde premiere på TV2 Zulu den 21. februar 2005. Dette var det første afsnit Michael Carøe optrådte i.

## Handling
Michael Carøe er blevet far, og det fejres med en herreaften. Frank har hyret en stripper og får øgenavnet Pat-man. Frank er utilfreds med, at Mia altid køber for lidt bacon, når hun handler ind. Som reaktion udnævner hun Frank til hushovmester. Frank låner mørbrad af sin nye nabo. Carøes barn ligner ikke Carøe, og Casper har fået hvede-allergi med dertil hørende voldsomme og uberegnelige humørsvingninger.

## Hovedskuespillere
- Casper Christensen som Casper
- Iben Hjejle som Iben
- Frank Hvam som Frank
- Mia Lyhne som Mia

## Gæsteoptrædener
- Michael Carøe som Carøe
- Dya Josefine Hauch som Susan
- Søren Søndergaard som Søren
- Frank Thiel som Franks nabo
- Kjeld Tolstrup som Kjeld